# Solfara Zorra di Martino
La solfara Zorra di Martino o miniera Zorra di Martino era una miniera di zolfo sita in provincia di Caltanissetta nei pressi del comune di Sutera in località Cimicia di proprietà dei Padri Benedettini di Palermo.
La solfara era già attiva nel 1839, oggi è abbandonata.